# Joe Corona
Joe Corona, né le 9 juillet 1990 à Los Angeles, est un joueur international américain de soccer qui joue au poste de milieu de terrain au Club Tijuana.

## Biographie

### Parcours en club

#### Débuts au Mexique
Il commence sa carrière avec les Nomads, équipe de San Diego, Californie, suivant ainsi l'exemple de Marcelo Balboa, Frankie Hejduk et Steve Cherundolo, qui ont tous réussi à intégrer la sélection américaine.
Corona fait sa première apparition lors de la saison de Clôture 2010 et devient le premier joueur issu des équipes de jeunes à inscrire un but avec l'équipe professionnelle en septembre 2010. Au cours de la saison 2009-2010, Joe joue 160 minutes lors de 3 apparitions. La saison suivante, Corona participe à 39 rencontres de championnat, dont 34 en tant que titulaire, inscrivant 6 buts et participe alors à l'accession de Tijuana en première division mexicaine.
Joe participe à sa première rencontre en Primera División en inscrivant le seul but de son équipe lors d'une défaite 2-1 contre CA Monarcas Morelia.

#### Arrivée en Major League Soccer
Le 6 mars 2019, il rejoint le Galaxy de Los Angeles en Major League Soccer.

### Carrière internationale
Corona est né aux États-Unis, d'un père mexicain et d'une mère salvadorienne. Il est éligible pour représenter l'un des trois pays. Il est nommé dans la liste élargie pour représenter les États-Unis à l'occasion d'une rencontre amicale contre le Mexique en août 2011 sous les ordres de Bob Bradley mais ce dernier est limogé avant l'annonce de la liste officielle. Le joueur déclare alors qu'il aurait accepté l'invitation si celle-ci avait été confirmée. Corona répond favorablement à un appel pour une représenter le Mexique des moins de 22 ans à l'occasion d'une rencontre comptant pour les Jeux panaméricains de 2011. Du fait que cette compétition n'est pas organisée ni reconnue par la FIFA, il n'est donc pas interdit de sélection avec le Salvador ou même les États-Unis.
Le 2 novembre 2011, Corona accepte un appel pour la sélection des États-Unis de moins de 23 ans. Le 22 mars 2012, il inscrit un triplé lors du Tournoi pré-olympique CONCACAF désignant les pays représentant la CONCACAF aux Jeux olympiques 2012 avec une victoire 6-0 contre l'équipe de Cuba des moins de 23 ans. Lors de la dernière rencontre du groupe de qualification, Corona marque pour aider les Américains à mener 3-2 contre l'équipe du Salvador des moins de 23 ans mais les Salvadoriens égalisent par la suite, éliminant les Américains.
Le 26 mai 2012, Corona fait ses débuts avec l'équipe première de la sélection américaine dans un match amical contre l'Écosse, entrant à la 68e minute. Le 16 octobre suivant, il participe à son premier match officiel, entrant en jeu en cours de partie lors d'un match de qualifications pour la Coupe du monde 2014 face au Guatemala.

#### Buts internationaux
| Buts internationaux de Joe Corona | Buts internationaux de Joe Corona | Buts internationaux de Joe Corona          | Buts internationaux de Joe Corona | Buts internationaux de Joe Corona | Buts internationaux de Joe Corona | Buts internationaux de Joe Corona |
| 0                                 | Date                              | Lieu                                       | Adversaire                        | Résultat                          | Compétition                       |                                   |
| --------------------------------- | --------------------------------- | ------------------------------------------ | --------------------------------- | --------------------------------- | --------------------------------- | --------------------------------- |
| 1                                 | 13 juillet 2013                   | Rio Tinto Stadium, Sandy, États-Unis       | Cuba                              | 4-1                               | Gold Cup 2013                     |                                   |
| 2                                 | 21 juillet 2013                   | M&T Bank Stadium, Baltimore, États-Unis    | Salvador                          | 5-1                               | Gold Cup 2013                     |                                   |
| 3                                 | 15 juillet 2017                   | FirstEnergy Stadium, Cleveland, États-Unis | Nicaragua                         | 3-0                               | Gold Cup 2017                     |                                   |

## Statistiques
| Saison                | Club                      | Championnat           | Championnat | Championnat | Coupe(s) nationale(s) | Coupe(s) nationale(s) | Compétition(s) continentale(s) | Compétition(s) continentale(s) | Compétition(s) continentale(s) | États-Unis | États-Unis | Total | Total |
| Saison                | Club                      | Division              | M.          | B.          | M.                    | B.                    | Comp.                          | M.                             | B.                             | M.         | B.         | M.    | B.    |
| 2009-2010             | Club Tijuana              | Ascenso MX            | 3           | 0           | 0                     | 0                     | -                              | -                              | -                              | -          | -          | 3     | 0     |
| 2010-2011             | Club Tijuana              | Ascenso MX            | 39          | 6           | 0                     | 0                     | -                              | -                              | -                              | -          | -          | 39    | 6     |
| 2011-2012             | Club Tijuana              | Liga MX               | 29          | 4           | 0                     | 0                     | -                              | -                              | -                              | 1          | 0          | 30    | 4     |
| 2012-2013             | Club Tijuana              | Liga MX               | 32          | 0           | 2                     | 0                     | CL                             | 7                              | 1                              | 3          | 0          | 44    | 1     |
| 2013-2014             | Club Tijuana              | Liga MX               | 20          | 0           | 0                     | 0                     | LCC                            | 8                              | 0                              | 7          | 2          | 35    | 2     |
| 2014-2015             | Club Tijuana              | Liga MX               | 28          | 0           | 6                     | 2                     | -                              | -                              | -                              | 4          | 0          | 38    | 2     |
| 2015-2016             | Veracruz (prêt)           | Liga MX               | 9           | 0           | 4                     | 0                     | -                              | -                              | -                              | 2          | 0          | 15    | 0     |
| Sous-total            | Sous-total                | Sous-total            | 9           | 0           | 4                     | 0                     | -                              | 0                              | 0                              | 2          | 0          | 15    | 0     |
| 2015-2016             | Dorados de Sinaloa (prêt) | Liga MX               | 7           | 0           | 5                     | 0                     | -                              | -                              | -                              | -          | -          | 12    | 0     |
| 2016-2017             | Dorados de Sinaloa (prêt) | Ascenso MX            | 22          | 0           | 0                     | 0                     | -                              | -                              | -                              | -          | -          | 22    | 0     |
| Sous-total            | Sous-total                | Sous-total            | 29          | 0           | 5                     | 0                     | -                              | 0                              | 0                              | -          | -          | 34    | 0     |
| 2016-2017             | Club Tijuana              | Liga MX               | 19          | 2           | 4                     | 0                     | -                              | -                              | -                              | -          | -          | 23    | 2     |
| 2017-2018             | Club Tijuana              | Liga MX               | 11          | 0           | 3                     | 0                     | -                              | -                              | -                              | 3          | 1          | 17    | 1     |
| 2017-2018             | Club América (prêt)       | Liga MX               | 16          | 0           | 0                     | 0                     | LCC                            | 5                              | 1                              | 3          | 0          | 24    | 1     |
| 2018-2019             | Club América (prêt)       | Liga MX               | 10          | 0           | 5                     | 0                     | -                              | -                              | -                              | -          | -          | 15    | 0     |
| Sous-total            | Sous-total                | Sous-total            | 26          | 0           | 5                     | 0                     | -                              | 5                              | 1                              | 3          | 0          | 39    | 1     |
| 2018-2019             | Club Tijuana              | Liga MX               | 3           | 0           | 3                     | 0                     | -                              | -                              | -                              | -          | -          | 6     | 0     |
| Sous-total            | Sous-total                | Sous-total            | 184         | 12          | 18                    | 2                     | -                              | 15                             | 1                              | 18         | 3          | 235   | 18    |
| 2019                  | Galaxy de Los Angeles     | MLS                   | 31          | 1           | 1                     | 0                     | -                              | -                              | -                              | -          | -          | 32    | 1     |
| 2020                  | Galaxy de Los Angeles     | MLS                   | 16          | 1           | -                     | -                     | -                              | -                              | -                              | -          | -          | 16    | 1     |
| Sous-total            | Sous-total                | Sous-total            | 47          | 2           | 1                     | 0                     | -                              | 0                              | 0                              | -          | -          | 48    | 2     |
| 2021                  | Dynamo de Houston         | MLS                   | 30          | 0           | -                     | -                     | -                              | -                              | -                              | -          | -          | 30    | 0     |
| 2022                  | GIF Sundsvall (prêt)      | Allsvenskan           | 25          | 0           | 1                     | 0                     | -                              | -                              | -                              | -          | -          | 26    | 0     |
| 2023                  | Loyal de San Diego        | USLC                  | 0           | 0           | 0                     | 0                     | -                              | -                              | -                              | -          | -          | 0     | 0     |
| Total sur la carrière | Total sur la carrière     | Total sur la carrière | 350         | 14          | 34                    | 2                     | -                              | 20                             | 2                              | 23         | 3          | 427   | 21    |

## Palmarès

### En club
Club Tijuana
- Vainqueur de l'Apertura 2012 en Liga MX